# ISO 45001

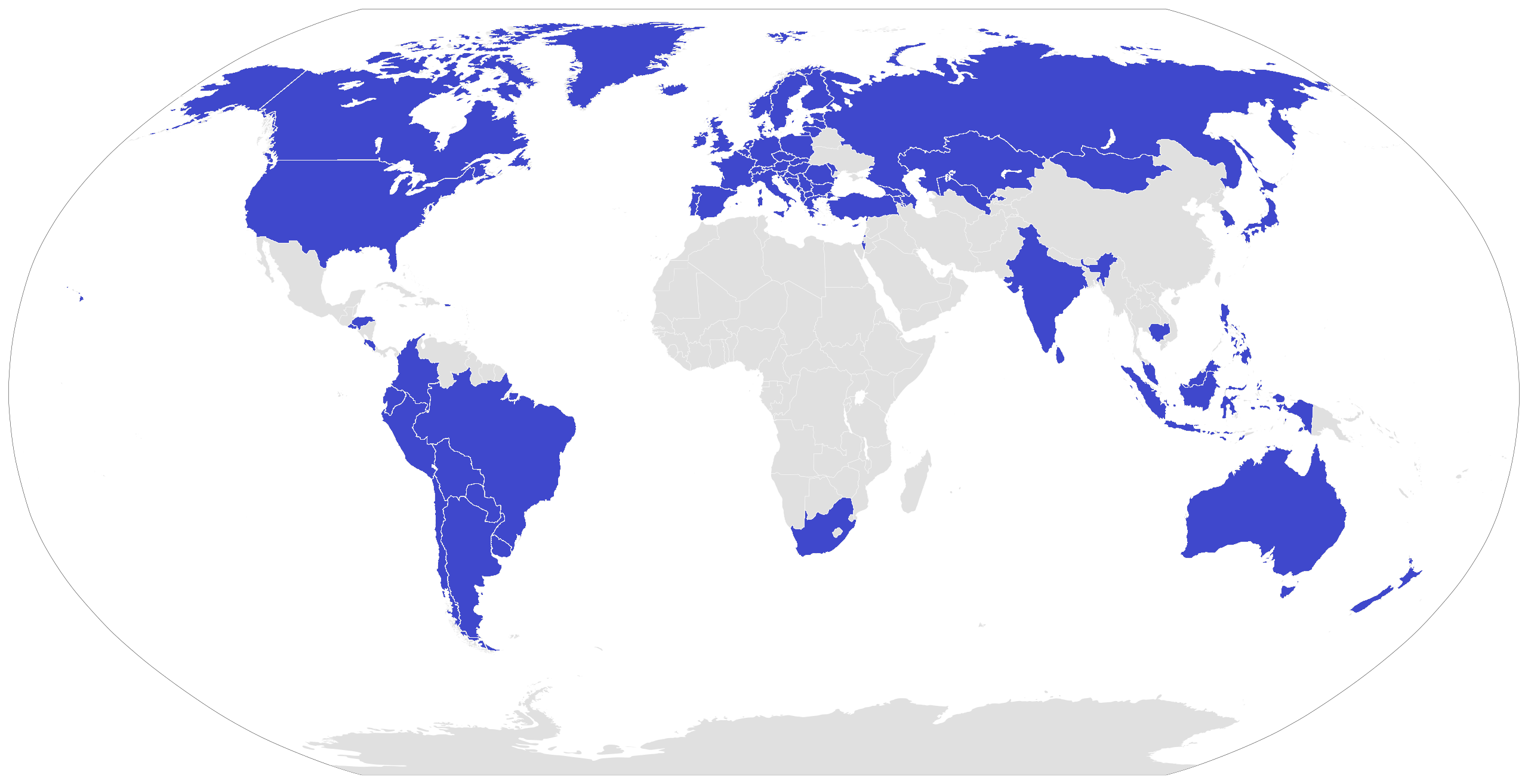
採用ISO 45001的國家

ISO 45001是職業安全健康管理體系的ISO標準之一，於2018年3月發布。ISO 45001的目標是減少職業傷害和疾病，包括促進和保護身心健康。該指標基於國際勞工組織OHSAS 18001的公約、準則以及國家標準，它包括OHSAS 18001的附加元素，並在2018至2021年的過渡期內取代這些元素。自2021年3月起，公司和組織應已遷移到ISO 45001以保留有效認證，儘管ISO已將受2019冠状病毒病不利影響的組織的過渡期延長至2021年9月11日止。ISO 45001遵循其他ISO標準的高級結構，例如ISO 9001:2015和ISO 14001:2015，這使得這些標準的集成更加容易。

## 發展歷程
ISO 45001最早於2013年10月在國際標準化組織上提出，同年度成立的ISO/PC 283 委員會直接負責標準化過程。籌備和委員會工作一直持續到2015年12月。從2015年至2017年，第一稿未能獲得ISO成員的充分批准，並在第二稿中進行了修訂。第二稿草案於2017年7月13日投票結束，被批准並完善為最終草案。在經過了5年的發展時期，該標準於2018年1月底以93%同意批准下順利通過了草案階段，並在2018年3月12日發布。至少有70個國家為該發展歷程作出了貢獻。

## 認證
ISO 45001於2018年3月12日發佈的三年後取代OHSAS 18001，但由於受2019冠状病毒病的影響，BSI集團將其過渡期延長至2021年9月11日，並在過渡期結束時正式撤銷OHSAS 18001。ISO 45001使用管理體系標準結構指南附件SL以簡化與其他管理體系標準的集成，例如ISO 9001和ISO 14001。国际认可论坛發佈了從OHSAS 18001遷移到ISO 45001的要求。管理系統驗證機構認證規範第十部份：職業安全衛生管理系統稽核與驗證之適任性要求事項（ISO/IEC TS 17021-10:2018）是一項技術規範，規定了ISO 45001審核和認證的能力要求。

## 與OHSAS 18001條文差異
ISO 45001在原先的OHSAS 18001的「職業安全衛生管理系統要求」章節中，重新細分成組織前後環節、領導與工作者參與、規劃、支援、運作、績效評估和改善7小章節。

## 外部連結
- ISO website （页面存档备份，存于）